# François Arnaud
François Barbeau, mais conhecido como François Arnaud, (Montreal, 5 de julho de 1985) é um ator franco-canadense de cinema, TV e teatro, conhecido pelo seu papel como Cesare Borgia na série The Borgias, da Showtime. François é formado pelo Conservatoire d'art dramatique de Montreal. Fala fluentemente francês e inglês.
Em 2010, a Associação de Críticos de Cinema de Vancouver deu-lhe um prêmio de ator coadjuvante por seu desempenho no filme J'ai tué ma mère.

## Filmografia

### Cinema
- 2025 : Twinless de James Sweeney - (pós-produção)
- 2009 : J'ai tué ma mère de Xavier Dolan - Antonin
- 2009 : Les Grandes Chaleurs de Sophie Lorain - Yannick
- 2008 : J'me voyais déjà de Bashir Bensaddek - (como ele mesmo)

### TV
- 2011-2013 : The Borgias - César Bórgia
- 2009 : Yamaska de Philippe Gagnon - Théo
- 2008 : The Double life of Eleanor Kendall de Richard Roy - Stefan
- 2008 - 2009 : Taxi 0-22 de Patrick Huard - Marc-André
- 2015 - Blindspot - Oscar
- 2017 - Midnight, Texas - Manfred

#### Teatro
- 2009 : Réveillez-vous et chantez de Clifford Odets, produtor Luce Pelletier, Théâtre Prospero
- 2008 : L'heure du lynx, de Per Olov Enquist, produtor Téo Spychalski, Théâtre Prospero
- 2008 : L'imprésario de Smyrne de Carlo Goldoni, produtor Carl Béchard, Théâtre du Nouveau Monde
- 2007 : Tendres totems et croquis cruels de Francis Monty, produtor Benoît Vermeulen, Fred-Barry